# Новгородський Володимир Михайлович
Володи́мир Миха́йлович Новгоро́дський (9 вересня 1962 — 9 липня 2016) — старший сержант Збройних сил України, учасник російсько-української війни.

## Життєпис
Народився 1962 року в місті Бєльці (Молдова. Проживав у місті Мелітополь; спортсмен, тренер з рукопашного бою, працював в охоронній фірмі.
3 вересня 2014 року мобілізований до 3-го батальйону, 79-та бригада. Звільнений в запас у вересні 2015 року. 2 березня 2016-го підписав контракт на військову службу в 54-й бригаді; старший сержант, головний сержант роти.
9 липня 2016-го вранці противник розпочав масований артилерійський обстріл, під прикриттям якого спробував провести атаку поблизу села Троїцьке на позиції ЗСУ. Володимир поліг від кульового поранення, тоді ж загинули солдати Руслан Чеботарь та Олександр Домашенко; атаку було відбито. За іншими даними — загинув біля смт. Луганське (Бахмутський район).
Похований у Мелітополі.
Без Володимира лишилися дружина та син (бойовий офіцер, захищав Донецький аеропорт).

## Нагороди та вшанування
- указом Президента України № 476/2016 від 27 жовтня 2016 року «за особисту мужність і високий професіоналізм, виявлені у захисті державного суверенітету та територіальної цілісності України, вірність військовій присязі» — нагороджений орденом «За мужність» III ступеня (посмертно)[1]